# 费勒 (泽兰省)

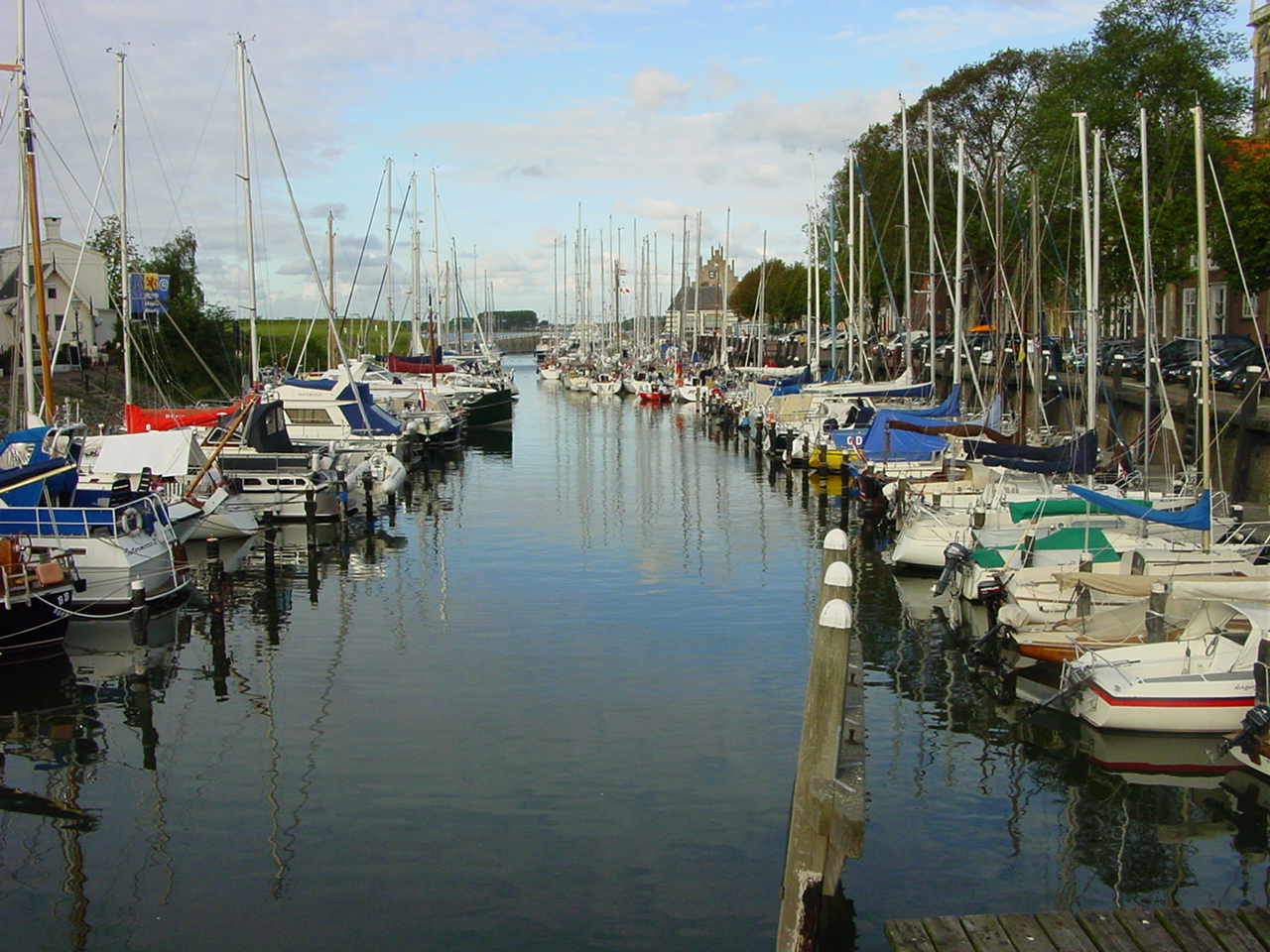

費勒（荷蘭語：Veere）是荷蘭的市镇，位於該國西南部瓦爾赫倫島，由澤蘭省負責管轄，面積207.09平方公里，主要經濟活動有旅遊業，2007年人口21,974，人口密度每平方公里165人。

## 外部連結
- Official Website of the City Council* （页面存档备份，存于）
- Website about the historic city of Veere
- Map
- Pictures of Veere

51°33′N 3°40′E / 51.550°N 3.667°E